# ابو هندی
غالب بن عبدالقدوس بن شیث بن ربعی شهرت‌یافته به ابوالهندی (؟ -۱۸۰) شاعر عرب بود که به شراب‌دوستی و کفرگویی و جرأت بر انجام گناهان شهرت یافت. به خراسان سکنی گزید و در سجستان مستقر شد. اما گاه‌گاه به خراسان می‌رفت. . همراه نصر بن سیار به حج رفت.